# Bishopstone (Swindon)
Pour les articles homonymes, voir Bishopstone.
Bishopstone est une paroisse civile et un village du Wiltshire, en Angleterre.